# Ellwangen (Jagst)
Ellwangen (Jagst) este o comună din landul Baden-Württemberg, Germania.

## Istoric
Localitatea a fost din 1460 până la secularizarea din 1802 sediul Prepoziturii Ellwangen⁠(de)[traduceți], care beneficia de nemijlocire imperială. În data de 10 septembrie 1802 teritoriile prepoziturii au fost ocupate de circa 800 de soldați ai Ducatului Württemberg.
Biserica Iezuiților din Ellwangen⁠(de)[traduceți] a fost atribuită confesiunii evanghelice-luterane. Mai întâi a funcționat ca biserică a garnizoanei pentru soldații evanghelici staționați în localitate, iar în 1806 a devenit biserică parohială evanghelică.
În anul 1817 seminarul teologic catolic a fost mutat la Tübingen.